# Гайдаут (Юта)
Гайдаут (англ. Hideout) — місто (англ. town) в США, в окрузі Восач штату Юта. Населення — 922 особи (2020).

## Географія
Гайдаут розташований за координатами 40°38′40″ пн. ш. 111°24′2″ зх. д. / 40.64444° пн. ш. 111.40056° зх. д. (40.644364, -111.400654).  За даними Бюро перепису населення США в 2010 році місто мало площу 10,03 км², з яких 8,53 км² — суходіл та 1,50 км² — водойми.

## Демографія
Згідно з переписом 2010 року, у місті мешкало 656 осіб у 191 домогосподарстві у складі 135 родин. Густота населення становила 65 осіб/км².  Було 217 помешкань (22/км²).
Расовий склад населення:
| - 46,0 % — білих - 1,1 % — чорних або афроамериканців - 0,5 % — азіатів - 0,2 % — корінних американців - 51,5 % — осіб інших рас |

До двох чи більше рас належало 0,8 %. Частка іспаномовних становила 77,0 % від усіх жителів.
За віковим діапазоном населення розподілялося таким чином: 37,5 % — особи молодші 18 років, 62,0 % — особи у віці 18—64 років, 0,5 % — особи у віці 65 років та старші. Медіана віку мешканця становила 24,8 року. На 100 осіб жіночої статі у місті припадало 116,5 чоловіків;  на 100 жінок у віці від 18 років та старших — 124,0 чоловіків також старших 18 років.
Середній дохід на одне домашнє господарство  становив 55 609 доларів США (медіана — 46 146), а середній дохід на одну сім'ю — 58 524 долари (медіана — 46 250). Медіана доходів становила 23 056 доларів для чоловіків та 23 125 доларів для жінок. За межею бідності перебувало 21,3 % осіб, у тому числі 24,4 % дітей у віці до 18 років та 16,2 % осіб у віці 65 років та старших.
Цивільне працевлаштоване населення становило 354 особи. Основні галузі зайнятості: мистецтво, розваги та відпочинок — 33,3 %, будівництво — 16,4 %, науковці, спеціалісти, менеджери — 11,0 %, освіта, охорона здоров'я та соціальна допомога — 10,5 %.